# Coffman Cove
Coffman Cove (Tlingit: Tatxánk) ist ein Ort mit dem Status einer City in der Prince of Wales-Hyder Census Area in Alaska. Das U.S. Census Bureau hatte bei der Volkszählung 2020 eine Einwohnerzahl von 127 ermittelt.

## Geographie
Coffman Cove befindet sich im Alaska Panhandle im Südosten Alaskas. Der Ort befindet sich an der Nordostküste von Prince of Wales Island an der gleichnamigen kleinen Bucht. Der Ort liegt etwa 275 km südsüdöstlich von Juneau, der Hauptstadt Alaskas. Coffman Cove liegt im Tongass National Forest. Die Clarence Strait, eine Meeresstraße und Teil der Inside Passage, verläuft an Coffman Cove vorbei.

## Geschichte
Die angrenzende kleine Bucht wurde 1886 von Lt. Cdr. A. S. Snow von der U.S. Navy nach Lt. Dewitt Coffman benannt, ein Mitglied seiner Mannschaft. Der Ort wurde erstmals in den 1950er Jahren besiedelt, als dort ein Holzfäller-Camp errichtet wurde. Inhaber und Betreiber waren Mike und Leta Valentine. Bekanntheit erlangte der Ort im Jahr 1984 durch das von ABC ausgestrahlte Fernsehprogramm "20/20". 1989 erhielt Coffman Cove den Status einer „City“. Coffman Cove ist an das Straßennetz der Insel angebunden. Es gibt einen staatlichen Landeplatz für Wasserflugzeuge. Der nächstgelegene Flugplatz befindet sich im 50 km südsüdwestlich gelegenen Klawock. Die Inbetriebnahme einer Fährverbindung nach Wrangell und Petersburg war für das Jahr 2013 vorgesehen.

## Demografie
Zum Zeitpunkt der Volkszählung im Jahre 2020 (U.S. Census 2020) hatte Coffman Cove 127 Einwohner auf einer Landfläche von 28,22 km². Von den Einwohnern waren 114 Weiße sowie 8 amerikanisch-indianischer Abstammung.
Beim Zensus im Jahr 2000 wurden 199 Einwohner gezählt, 2010 waren es 176. Die Bevölkerungsentwicklung war in den letzten Jahren rückläufig.